# 서정우 (디지몬)
《서정우》는 《파워 디지몬》에 등장하는 등장인물으로, 원판 이름은 이치죠우지 켄(一乗寺 賢) 성우는 파쿠 로미, 란즈베리 아서(라스트 에볼루션 인연) / 안경진 , 황창영(라스트 에볼루션 인연) / 데릭 스티븐 프린스

## 프로필
한국이름 : 서정우 / 파트너: 추추몬  /  D-3 색깔: 검은색
다이스케의 좋은 라이벌으로 사고로 타계한 형 오사무에 대한 브라더 컴플렉스 때문에 한때 디지몬 카이저로서의 사악한 힘이 어둠의 세력에게 이용당했던 인물. 스스로 디지몬 카이저라 칭하고, 디지몬 세계를 차츰차츰 지배해 간다. 우월의식이 강해서, 다른 사람은 자신보다 못하다고 생각한다. 하지만 키메라몬을 물리칠 때 웜몬의 희생을 통해 자신의 생각이 틀렸다는 것을 깨닫고는 개과천선, 그와 더불어 다이스케 일행과 함께 오이카와 유키오와 싸운다. 그 후 다이스케와 친한 사이가 되고 합체 진화한다. 현재는 디지털 월드의 평화를 지키기 위해 고군분투 중. 명석한 두뇌에, 운동신경과 반사신경이 뛰어난 만능 스포츠맨, 수려한 용모로 무엇하나 부러울 것 없는 소년이다. 뉴스에 천재소년으로 소개되어 다이스케 일행들도 알고 있다. IQ가 높으며 기억력이 매우 좋으며, 지금까지 경험했던 기억은 잊어버리지 않고 기억한다. 미래의 유명한 경찰관으로 한 살 연상인 홍예지와 결혼한다.
<디지몬 어드벤처 트라이>에서는 등장했으나, 1장에선 다른 선택받은 아이들과 같이 행방불명이 된 상태이며(타케루, 히카리 제외),  2장에서 디지몬 카이저의 모습으로 다시 나왔지만 정우인지는 아직 모른다. 3장에서 디지몬 카이져의 모습은 서정우가 아니었다. 6장에서 겐나이, 다른 아이들과 함께 감금되어 있었다가 니시지마 다이고의 희생으로 현실세계로 보내진다.
<디지몬 어드벤처 라스트 에볼루션: 인연>에서는 대학교 1학년으로 심리학 전공 중. 다이스케와 라면 여행도 같이 다니고 있다. 정의감이 상당히 투철하다.